# Борисюк Мирослав Дмитрович
Миросла́в Дми́трович Борисю́к (псевдоніми й криптоніми: Мирон Рімінський; Осьо; М. Б.; Б. М.; 4 вересня 1912 , Вовчинець, Станиславівський повіт, Королівство Галичини та Володимирії, Австро-Угорщина  — 13 серпня 1993 , США ), український політичний діяч. Депутат Верховної Ради УРСР 1-го скликання (1940—1941).

## Біографія
Народився 4 вересня 1912 року в селі Вовчинець Станіславського повіту (тепер у межах Івано-Франківської міської ради) в родині робітника-залізничника.
З 1936 року, по закінченні університету, продовжував працювати асистентом професора Ґаншинця. Перекладав з латини польською, був редактором. Звільнений з університету польським ректором-шовіністом.
Працював у греко-католицькому товаристві «Обнова», брав участь у святах «Українська молодь — Христові». У 1935—1936 роках зустрічався з митрополитом Андреєм Шептицьким, з ректором Богословської Академії єпископом Йосифом Сліпим, іншими сановними духовниками. Працював у Першій Станіславській гімназії під керівництвом професора Рибчина.
З вересня 1939 року — вчитель Станіславської середньої школи, старший інспектор Станіславського міського відділу народної освіти. У кінці 1939 року Рибчин запропонував кандидатуру Борисюка на депутата Верховної Ради УРСР.
У 1943 році при німцях М. Борисюк вступив до дивізії СС «Галичина». З 1945 року опинився в таборі для переміщених осіб у Італії.
У 1947 році на запрошення владики Амвроса Сенишина Мирослав прибув до Стемфорда (США), де була створена семінарія. Тут він викладав греку і латину. У Колумбійському університеті М. Борисюк здобув два наукові ступені — маґістра та доктора класичної філології. Його докторська праця латинською мовою була згадана в «Ньюсвік» як зразок досягнення людського розуму. У 1954 році отримав громадянство Сполучених Штатів Америки. На науково-педагогічній ниві працював у Гарварді, але найдовша його стежина — це директорство та професорування у Колегії св. Василія у Стемфорді — до березня 1985 року. 24 березня 1985 року удостоєний золотої медалі та грамоти папи Івана Павла ІІ.
13 серпня 1993 року помер. Похований на цвинтарі Святого Духа в Гемптонбурзі.